# 布里斯本體育場
Lang Park也稱為布里斯本足球場，被冠名贊助為 Suncorp 體育場是一座位於澳洲昆士蘭州布里斯本的綜合性體育場。體育場的主要租用者為布里斯本野馬、昆士蘭紅人和澳洲國家橄欖球隊。

## 外部連結
- 官方网站
- 布里斯本體育場 at Austadiums